# Deyhuk
Deyhūk (farsi دیهوک) è una città dello shahrestān di Tabas, circoscrizione di Deyhuk, nella provincia del Khorasan meridionale in Iran. Aveva, nel 2006, una popolazione di 2.767 abitanti.